# Gremlins 2: The New Batch (soundtrack)
Gremlins 2: The New Batch is de originele soundtrack, gecomponeerd en gedirigeerd door Jerry Goldsmith voor de film Gremlins 2: The New Batch uit 1990 van Joe Dante. Het album werd uitgebracht in 1990 door Varèse Sarabande.
De partituur werd uitgevoerd door het Hollywood Studio Symphony. De muziek werd opgenomen en gemixt in de Burbank Studios met geluidstechnicus Bruce Botnick.
In 2015 verscheen een uitgebreide uitgave, (25th Anniversary Edition) ter gelegenheid van het 25e jubileum.

## Tracklijst
Alle muziek is geschreven door Jerry Goldsmith.
| 1.                 | Just You Wait           | 2:11 |
| 2.                 | Gizmo Escapes           | 3:43 |
| 3.                 | Leaky Faucet            | 3:45 |
| 4.                 | Cute...                 | 1:58 |
| 5.                 | Pot Luck                | 3:00 |
| 6.                 | The Visitors            | 3:31 |
| 7.                 | Teenage Mutant Gremlins | 3:23 |
| 8.                 | Keep It Quiet           | 3:10 |
| 9.                 | No Rats                 | 2:23 |
| 10.                | Gremlin Pudding         | 2:13 |
| 11.                | New Trends              | 3:39 |
| 12.                | Gremlin Credits         | 4:52 |
| Totale duur: 37:48 |                         |      |

### Uitgebreide uitgave (Varèse Sarabande, 2015)
1. Merrily We Roll Along / Prologue / Just You Wait – 5:09
2. Future Thoughts – 0:34
3. Gizmo’s Capture / A Disaster / Fatal Prognosis – 2:32
4. Cute… – 2:04
5. Gizmo Escapes – 3:53
6. Instructions – 1:50
7. Leaky Faucet – 3:49
8. The Impostor – 1:14
9. The Visitors – 3:34
10. No Rats – 2:28
11. The Long Fall / Hot Wire / The Time Zone – 2:36
12. Pot Luck – 3:08
13. Pacing / Fast Rise – 1:18
14. A Better Mouse Trap – 1:47
15. Gremlins At Work / The Brain Hormones / Gremlins Wings – 4:59
16. Gremlin Mayhem – 3:59
17. Teenage Mutant Gremlins – 3:31
18. On The Track / Workout / Something New / The Bag – 1:04
19. No Cavities / Climate Control – 2:09
20. Keep It Quiet – 3:18
21. New York, New York / Rhapsody In Blue – 2:05
22. Congo Corta / Gremlinition – 0:41
23. Broadway To Bowery / New York, New York / A Big Chance – 1:48
24. Gremlin Pudding – 2:22
25. New Trends – 3:51
26. Bridal Chorus – 1:11
27. Gremlin Credits	5:01
Additional Music:
28. Cute… (Album Version) – 2:04
29. Movie Police – 0:48
30. Nearer My God To Thee – 1:23
31. Clamp Logos – 0:22
32. Postlude – 0:25

Totale duur: 76:57